# Lobophyllus
Lobophyllus är ett släkte av insekter. Lobophyllus ingår i familjen vårtbitare.
Kladogram enligt Catalogue of Life:
| Lobophyllus | \| \| Lobophyllus legumen \| \| \| \| \| \| Lobophyllus reversus \| \| \| \| |
|             | \| \| Lobophyllus legumen \| \| \| \| \| \| Lobophyllus reversus \| \| \| \| |
|             | Lobophyllus legumen                                                          |
|             |                                                                              |
|             | Lobophyllus reversus                                                         |
|             |                                                                              |